# Arbacia
Arbacia (лат.) — род морских ежей семейства Arbaciidae. Виды этого рода распространены в Атлантическом и восточной части Тихого океанов.

## Характеристика
Виды Arbacia — морские ежи «правильной» округлой формы среднего размера, часто уплощённые дорсально, с крепкими иглами. Для них характерны четыре терминальные пластинки, окружающие анус на аборальной поверхности.
Обладают следующими характерными особенностями:
- Раковина плоская на оральной поверхности и образует округлый купол на аборальной поверхности (у молоди может быть довольно плоской).
- Апикальный диск редуцированный и дициклический, образован пластинками, прочно сросшимися с коронкой. Перипрокт скошенный и покрыт четырьмя крупными пластинками, образующими анальный клапан, лишённый шипов.
- Интерамбулакральные пластинки широкие и несут от двух до пяти первичных бугорков, расположенных горизонтально.
- Интерамбулакральные пластинки могут быть почти голыми адапиально у молоди и даже у взрослых особей некоторых видов.
- Первичные бугорки неперфорированные и некренулированные, с относительно широким соском и нечёткой платформой. Перистом вокруг рта очень широкий (более половины диаметра раковины), субпятиугольный, мелкозубчатый, защищён десятью пластинами.

## Виды
В род входят следующие виды:
- Arbacia dufresnii Blainville (1825)
- Arbacia lixula Linnaeus (1758)
- Arbacia nigra Molina (1782)
- Arbacia punctulata Lamarck (1816)
- Arbacia spatuligera Valenciennes (1846)
- Arbacia stellata Blainville (1825); ?Gmelin (1791)

### Ископаемые виды
- Arbacia abiquaensis Linder, Durham & Orr (1988) †
- Arbacia crenulata Kier (1963) † (миоцен, восточное побережье США)
- Arbacia rivuli Cooke (1941) † (плиоцен, восточное побережье США)
- Arbacia waccamaw Cooke (1941) † (плиоцен, восточное побережье США)

## Галерея

Виды рода Arbacia
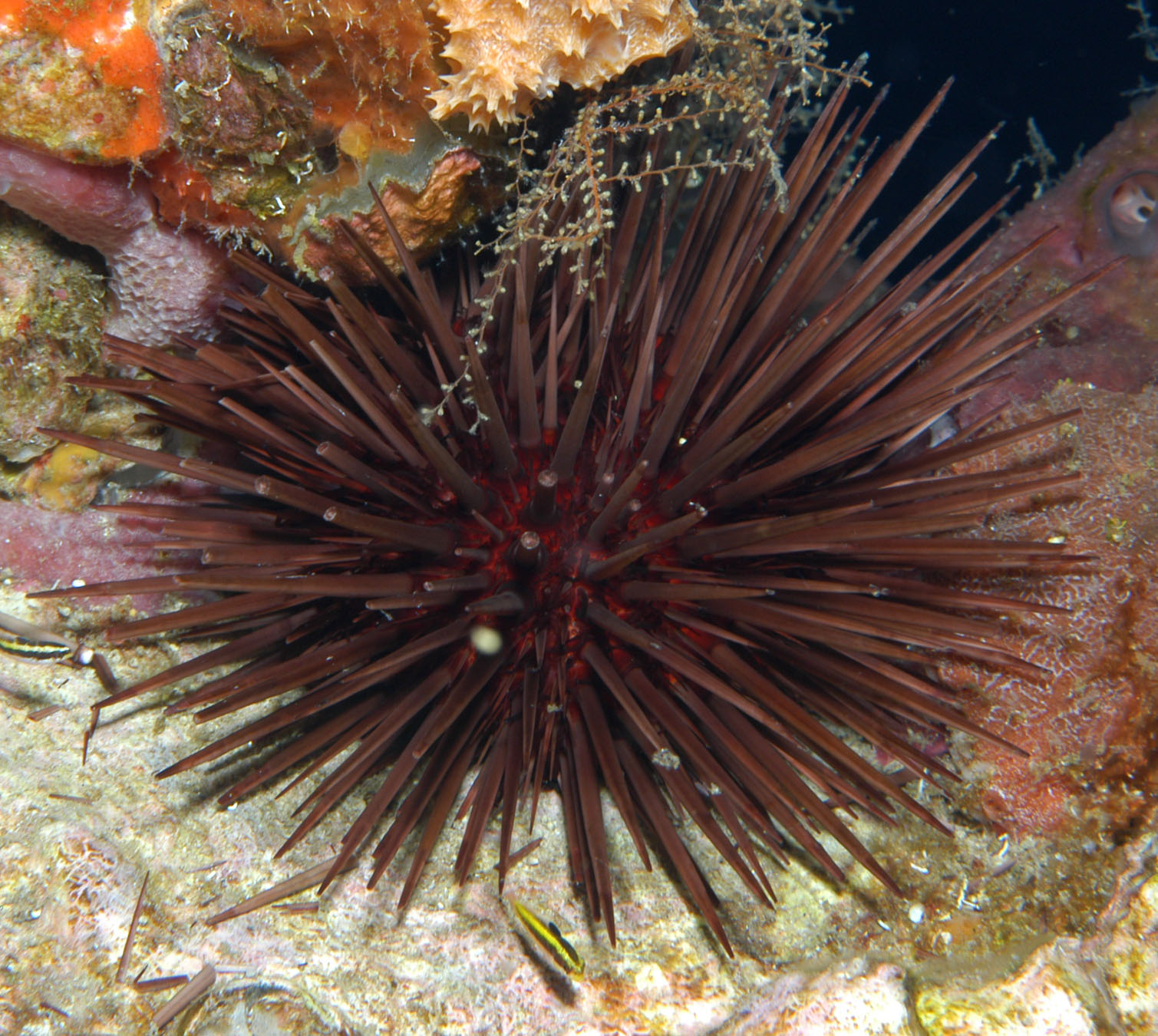
Arbacia punctulata
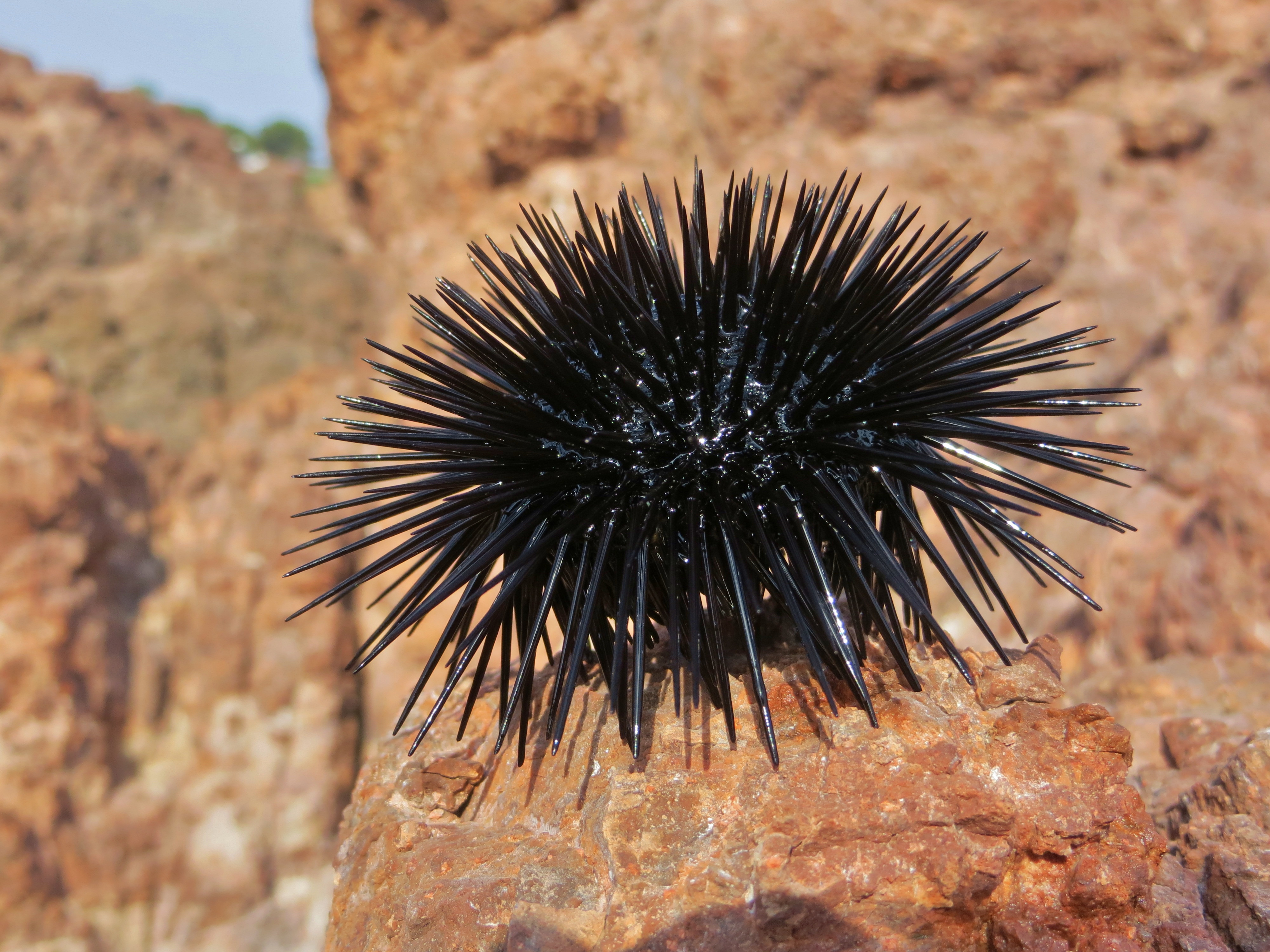
Arbacia lixula
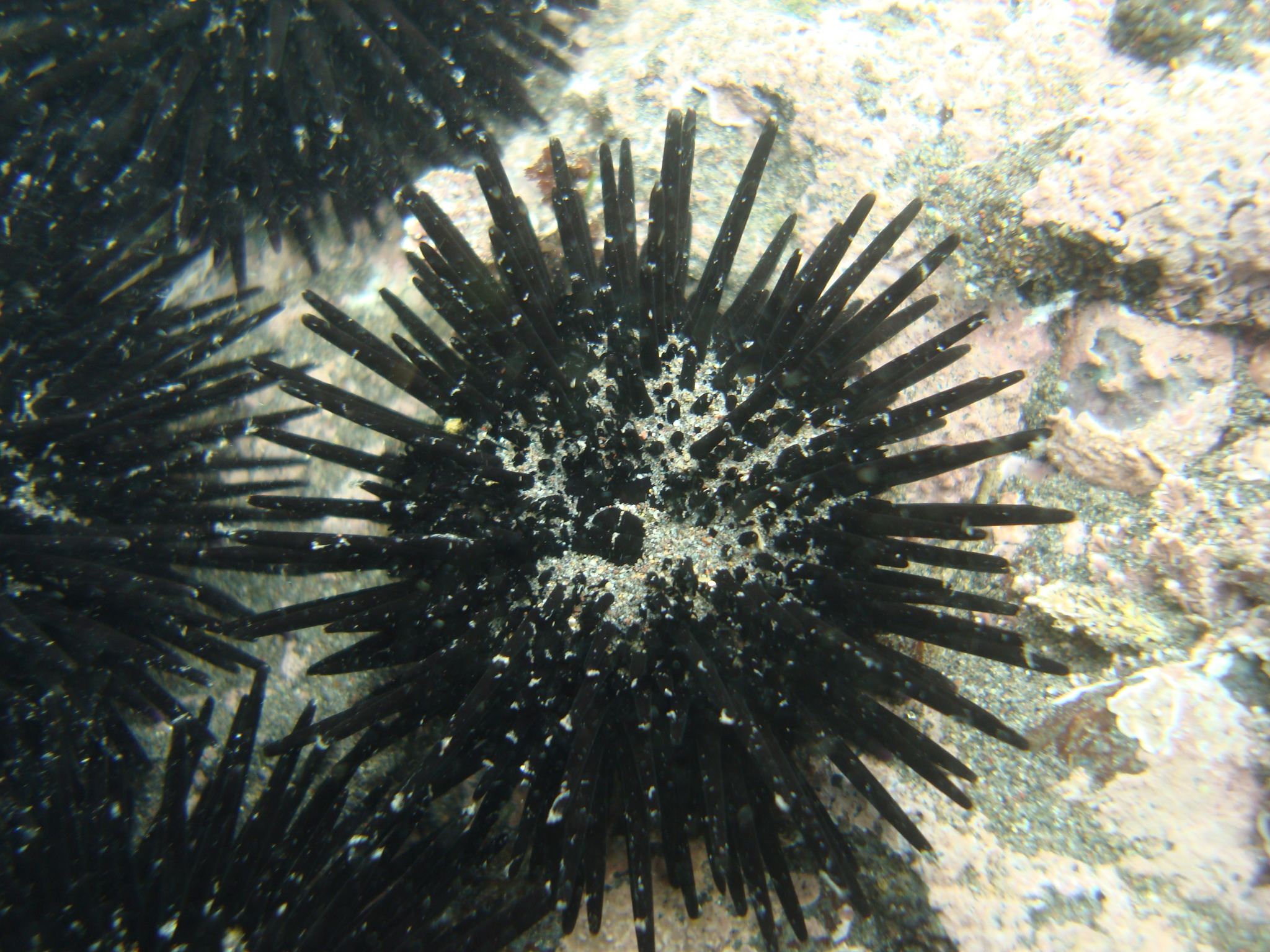
Arbacia nigra
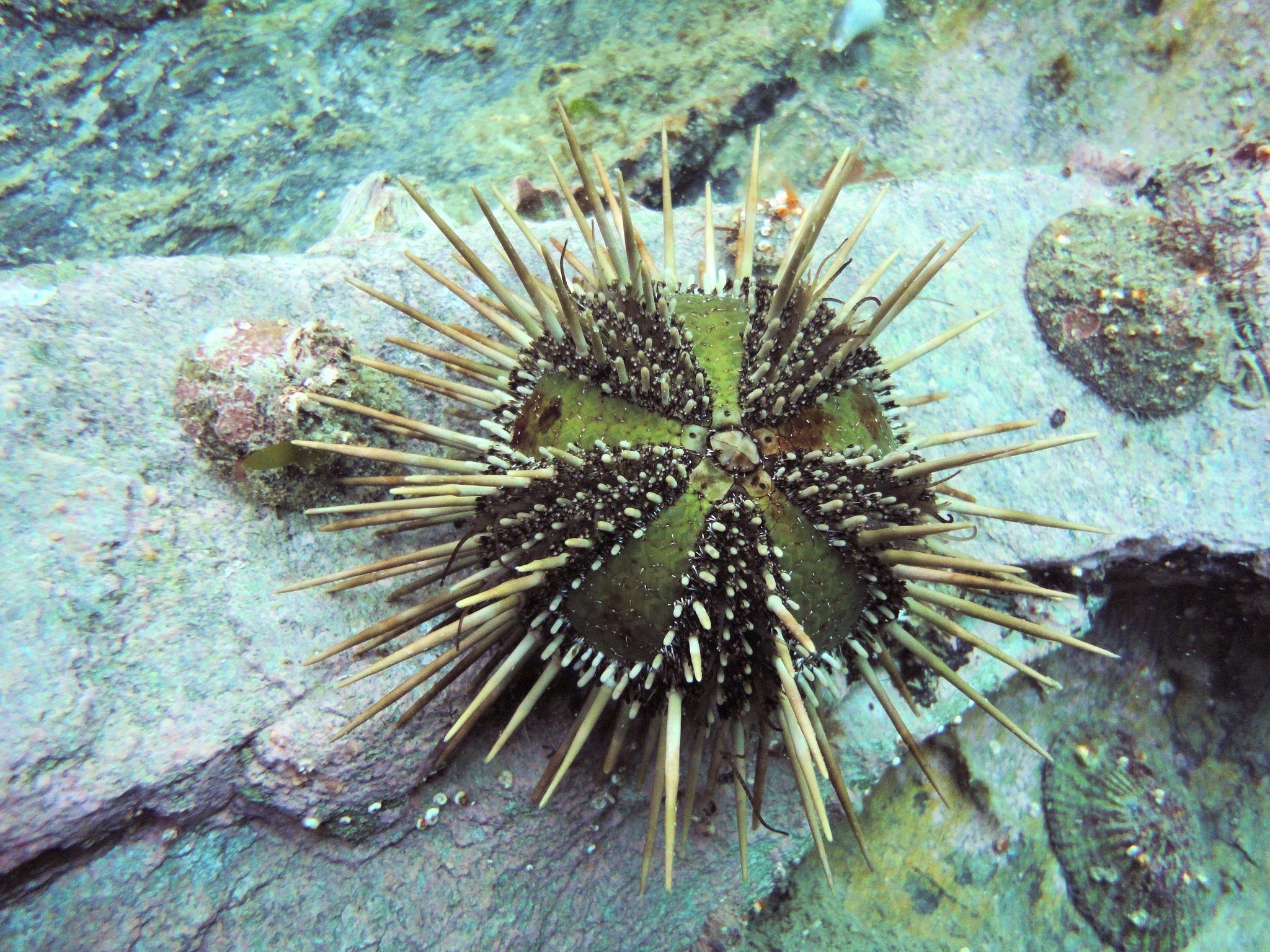
Arbacia dufresnii
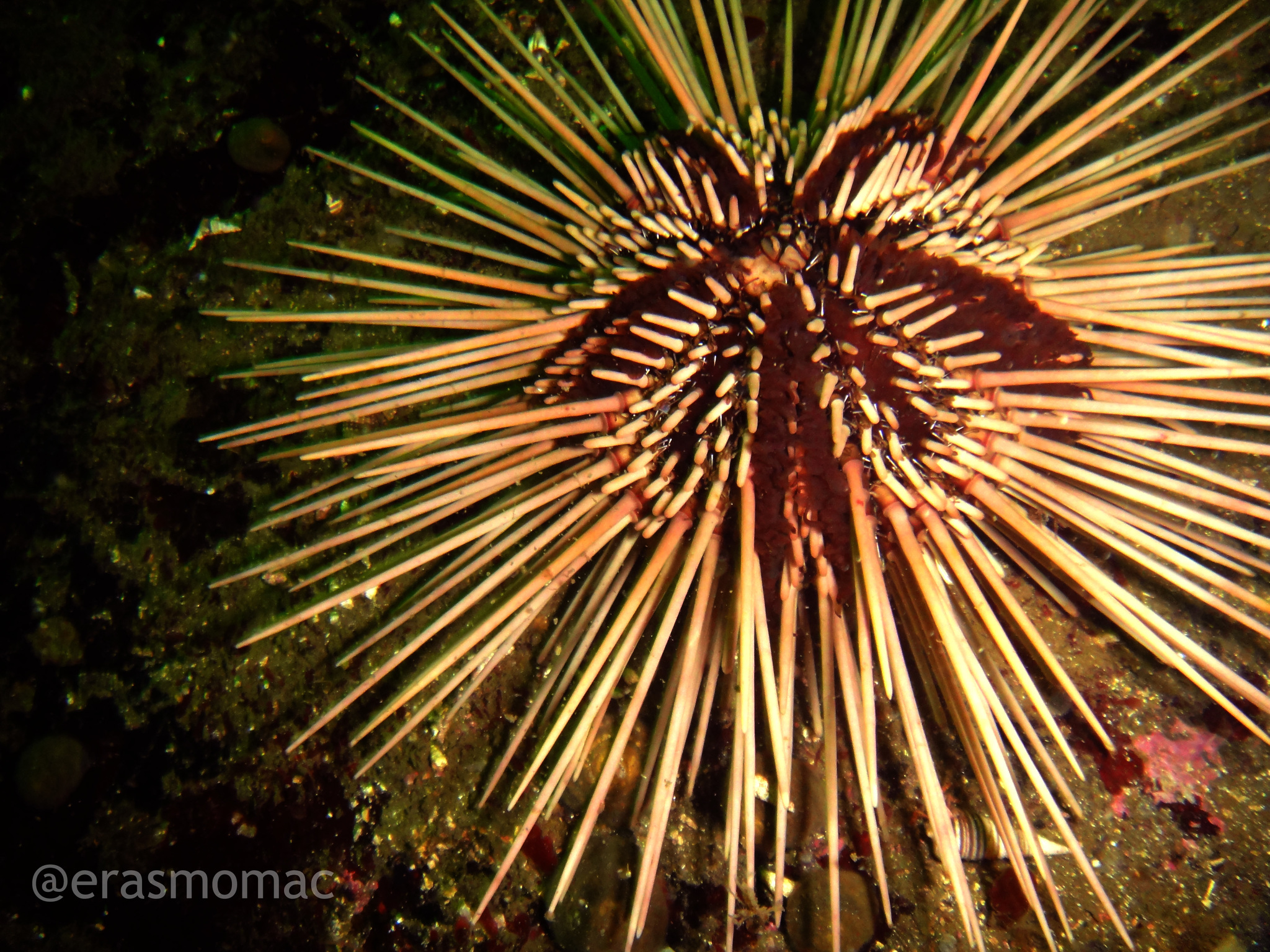
Arbacia spatuligera
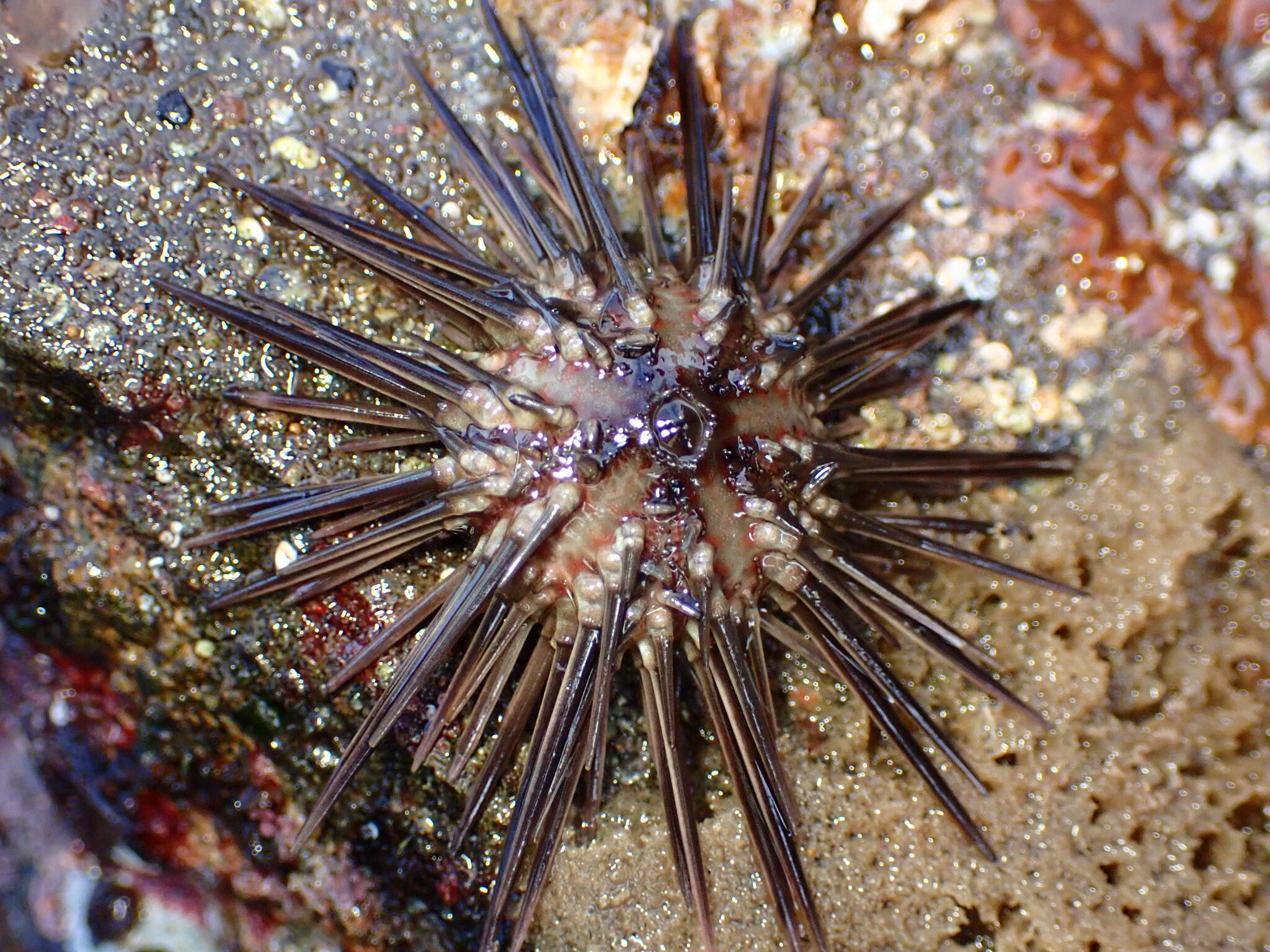
Arbacia stellata